# Am Tag die Sterne
Am Tag die Sterne ist ein mehrfach ausgezeichneter Mittellangfilm des Regisseurs Simon Schneckenburger aus dem Jahr 2017. Der Film entstand als Abschlussarbeit im Rahmen des Studiengangs  mediengestaltung produktion film animation grafik interaktion an der Hochschule Offenburg.

## Handlung
Aufgrund einer furchtbaren Tat seines Bruders musste David gemeinsam mit seiner Familie die Kleinstadt verlassen, in der er eine bis dahin unbeschwerte Jugend verbracht hatte. Vier Jahre später kommt er zum ersten Mal dorthin zurück und begegnet seiner Jugendliebe Mira. Mit ihr versucht er, ein Stück Vergangenheit wieder aufleben zu lassen, um zu sich selbst zurückzufinden.

## Produktion
Gedreht wurde an acht Tagen vom 28. August bis 4. September 2016 im Südschwarzwald in Kirchzarten und Himmelreich.

## Auszeichnungen (Auswahl)
- 2017: 39. Filmfestspiele Biberach, Nominierung in der Kategorie Bester mittellanger Spielfilm[2]
- 2017: Deutscher Nachwuchsfilmpreis[3]
- 2017: Baden-Württembergischer Filmpreis, Filmschau Baden-Württemberg, Nominierung in der Kategorie Bester Kurzfilm[4]
- 2018: Preis der Hochschule Offenburg, shorts Filmfestival[5]